# 沃土諾防線

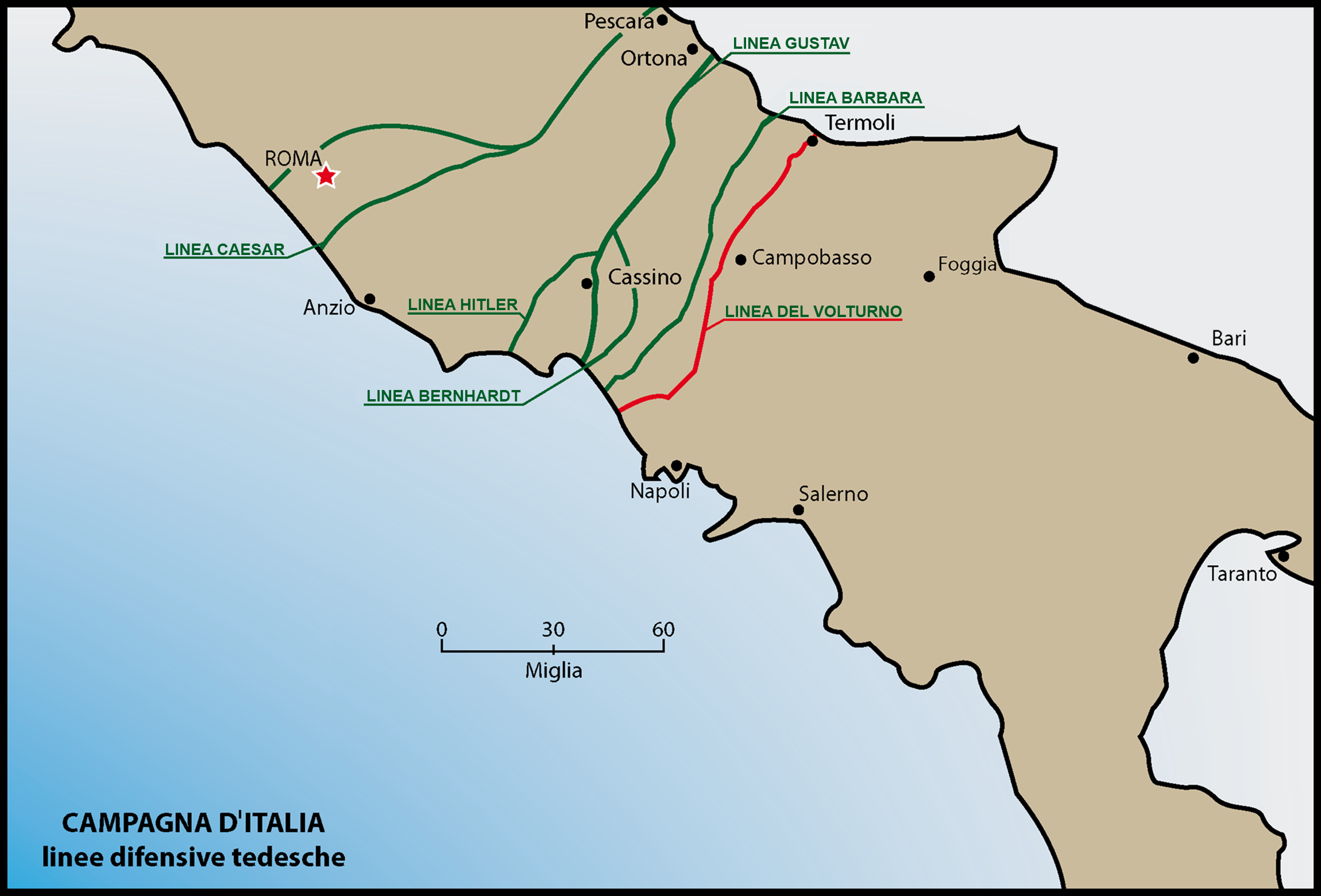
沃土諾防線

沃土諾防線（德語：Volturno-Linie, Viktor-Linie），又名維克托防線，是納粹德國在第二次世界大戰中在義大利所建立的其中一條防線。
防線在東面起於特莫里，沿比費爾諾河經亞平寧山脈到西面的沃土諾河。在同盟國入侵義大利後，德軍建立了一系列橫貫義大利的防線，目的是阻止盟軍向前推進，而沃土諾防線是最南面的一條防線。

## 英國第8軍團在比費爾諾河
在亞得里亞海沿岸的英軍第78步兵師中的英軍第11步兵旅在特莫里登陸後，於1943年10月3日橫渡比費爾諾河，於該日早上，2支部隊會師，當日晚上第78步兵師中的英軍第36步兵旅能夠從海上在特莫里登陸，但是，邏輯上的問題令盟軍不能架設浮橋橫渡比費爾諾河及當推土機因當晚下雨而不態使用時，盟軍只有使用坦克涉水過河；當聽到盟軍在特莫里登陸，德軍在義大利的總司令阿爾貝特·凱塞林命令德軍第16裝甲師進入亞得里亞海前線，準備進攻孤軍深入的盟軍，當德軍裝甲部隊到達的消息在10月4日送達後，第78步兵師指揮官維維安·伊夫利少將要求英國第8軍團給予更多資源以加快建設浮橋，當更多的德軍裝甲部隊到達後，盟軍橫渡了比費爾諾河的部隊被迫轉入防禦，10月5日早上，他們撤回到半英哩外的特莫里，但是，與此同時工兵卻以最快速度在比費爾諾河上架設了一條倍力橋，令英軍及加拿大軍的裝甲部隊能渡過比費爾諾河，當晚，第78步兵師的英軍第210獨立步兵旅從海上到達特莫里及德軍之進攻於第2天早上被擊退，10月6日早上，盟軍發動進攻及在接近中午時德軍開始撤退到下一條在特里尼奧河上準備好的防線 - 芭芭拉防線。

## 美國第5軍團在沃土諾河

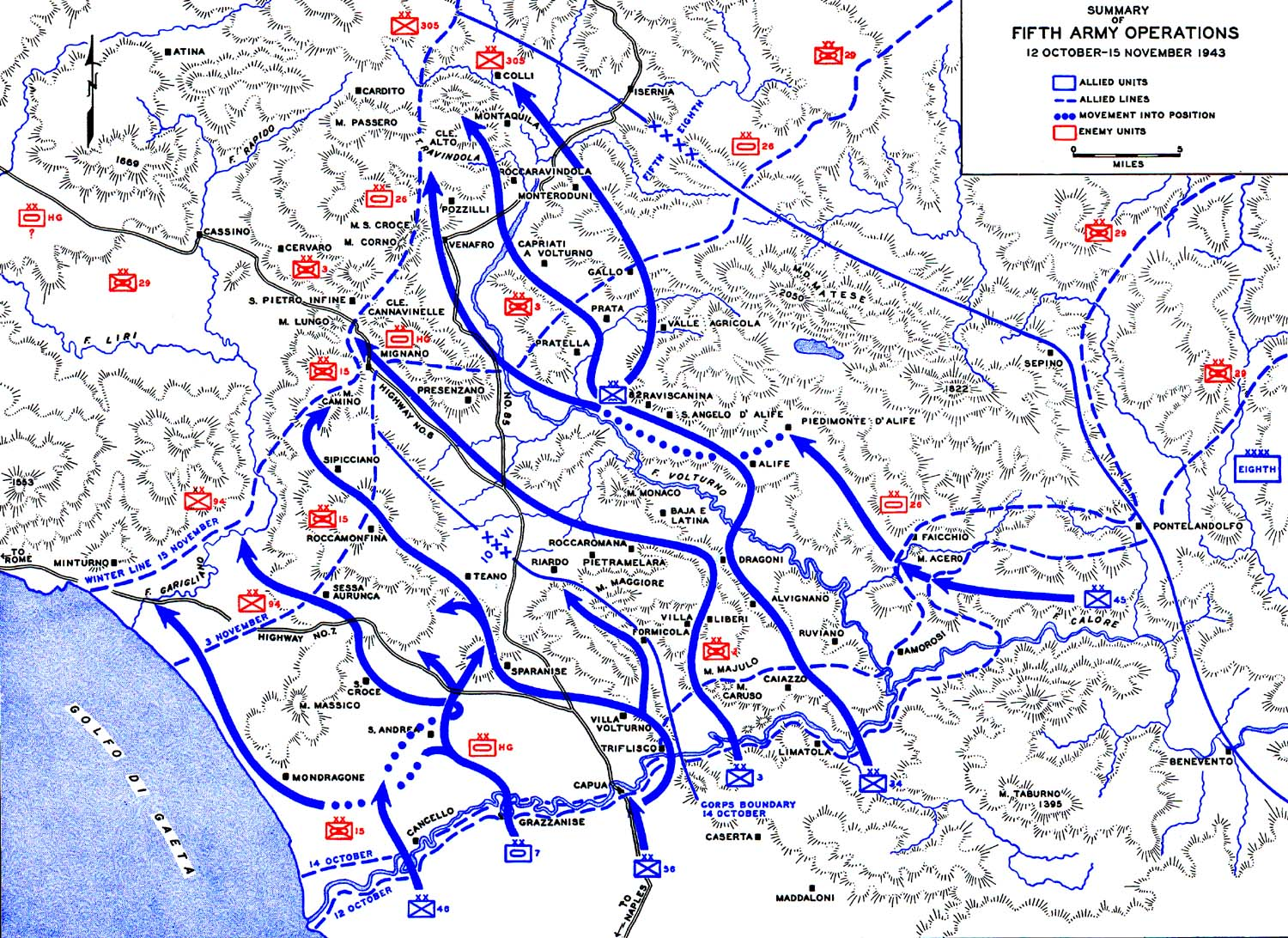
1943年10月12日至11月15日，美國第5軍團之行動總結

在另一海岸上的美國第5軍團，於10月12日當晚在進攻中橫渡沃土諾河，德軍利用且戰且退的戰術及有利於防守的地形，撤向下一條在北面的防線（芭芭拉防線），盟軍在11月2日到達此地。